# فرد كوغزويل
فرد كوغزويل هو شاعر كندي، ولد في 8 نوفمبر 1917، وتوفي في 20 يونيو 2004.